# Uwe Helu
Pour les articles homonymes, voir Helu.

a Compétitions nationales et continentales officielles uniquement.

b Matchs officiels uniquement.
Dernière mise à jour le 6 août 2024.
Uwe Helu (ヘル ウヴェ, Heru Uve), né le 12 juillet 1990 à Nukuʻalofa aux Tonga, est un joueur de rugby à XV international japonais d'origine tongienne, évoluant aux postes de deuxième ligne ou de troisième ligne aile. Il évolue avec le club des Kubota Spears Funabashi Tokyo-Bay en League One depuis 2022.

## Carrière

### En club
Après avoir été scolarisé en Nouvelle-Zélande au Lycée St Thomas de Canterbury (en) de Christchurch, Uwe Helu émigre au Japon pour étudier à l'Université de Takushoku, où il évolue en championnat japonais universitaire avec le club universitaire entre 2010 et 2014. Il remporte la ligue Kansai en 2011.
Il a ensuite fait ses débuts professionnels en 2014, après avoir rejoint le club des Yamaha Júbilo situé à Iwata et qui évolue en Top League. Il joue peu lors de ses deux premières saisons au club (respectivement un et trois matchs comme remplaçant), avant de s'imposer à partir de la saison 2016-2017.
En décembre 2016, il est également annoncé dans l'effectif 2017 de la franchise japonaise des Sunwolves, évoluant en Super Rugby,. Il joue son premier match avec cette équipe le 11 mars 2017 contre les Cheetahs. Il joue avec cette équipe jusqu'en 2019, disputant vingt-deux matchs en trois saisons.
En 2022, après sept saisons avec Yamaha Júbilo, il rejoint les Kubota Spears Funabashi Tokyo-Bay, dans le nouveau championnat national appelé League One,. Il remporte le titre national en 2023, après une victoire en finale face aux Saitama Wild Knights. Il quitte le club à la fin de la saison 2024.

### En équipe nationale
Uwe Helu est sélectionné pour la première fois avec l'équipe du Japon dans le cadre de la tournée de novembre 2016. Il obtient sa première cape internationale le 5 novembre 2016 à l’occasion d’un test-match contre l'équipe d'Argentine à Tokyo,.
Il fait partie du groupe japonais sélectionné pour participer à la Coupe du monde 2019 au Japon. Il dispute deux rencontres, contre les Samoa et l'Écosse.
En 2023, il est présent dans l'effectif retenu pour préparer la Coupe du monde se déroulant en France, mais une blessure le force finalement à déclarer forfait.

## Palmarès

### En club
- Finaliste de Top League en 2015 avec Yamaha Júbilo.
- Vainqueur de la League One en 2023 avec Kubota Spears Funabashi Tokyo-Bay.

### En équipe nationale
- 19 sélections avec le Japon depuis 2016.
- 0 point.

- Participation à la Coupe du monde 2019 (2 matchs).